# IC 639
IC 639 је спирална галаксија у сазвјежђу Лав која се налази на листи објеката дубоког неба у Индекс каталогу.
Деклинација објекта је + 16° 55' 46" а ректасцензија 10h 45m 52,0s. Привидна величина (магнитуда) објекта IC 639 износи 14,1 а фотографска магнитуда 15,0. IC 639 је још познат и под ознакама MCG 3-28-7, CGCG 95-16, PGC 32129.